# Línea Verde (Tren Metropolitano de Cochabamba)
La Linea Verde es una de las dos líneas en funcionamiento del Mi Tren, en la Región metropolitana de Kanata en Bolivia.
Abierta al público el 13 de septiembre de 2022 junto con la línea Roja, actualmente se extiende entre la Estación Central San Antonio y la estación Vinto, en el municipio del mismo nombre, finalizando en Suticollo, una zona rural del municipio de Sipe Sipe.
Actualmente conecta los municipios de Cochabamba, Colcapirhua , Quillacollo, Vinto y Sipe Sipe.

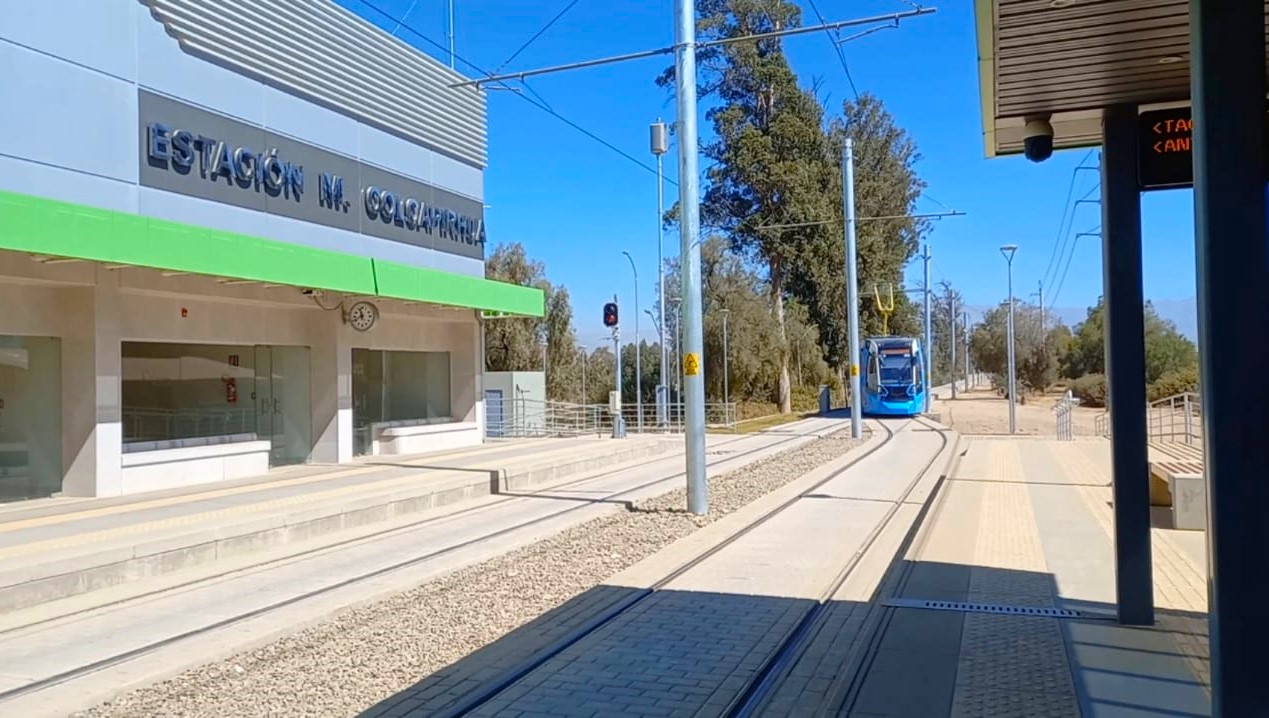
Estación Municipal Colcapirhua - Tren Metropolitano Cochabamba

## Historia
La línea Verde es una de las tres primeras líneas propuestas en el proyecto original del tren metropolitano junto con la Roja y la Amarilla.
Fue inaugurada junto a la línea Roja el 13 de septiembre de 2022, circulando con servicio limitado entre San Antonio y Beijing.
El 5 de diciembre, extendió su recorrido, habilitando el tramo entre las estaciones Villa Busch y Quillacollo en dos frecuencias.
Fue gratuito hasta el 14 de febrero de 2023, cuando comenzó a cobrar pasaje.
El 31 de agosto llegó en un viaje de pruebas hasta Suticollo, completando así el 100% del recorrido contemplado en el plan inicial, desde San Antonio hasta Suticollo.
Los viajes de socialización de los tramos "Vinto - Suticollo" empezaron el 20 de noviembre de 2023, y consta de 14 viajes por jornada.

## Estaciones
La estación principal es la Estación Central San Antonio, la cual fue construida para el tranvía histórico (1910-1948). En la actualidad existe la estación antigua, la cual servía al tranvía histórico, fue declarada patrimonio municipal por el Concejo Municipal en 2015, y alberga oficinas de ENFE Residual; y la estación nueva, construida para Mi Tren.
|  | N.º | Paradas                        | Puesta en marcha                                                                      | Municipio   | Tipo de Estación        |
|  | 0   | Estación Central San Antonio   | 13 de septiembre de 2022 (estación nueva) 14 de septiembre de 2023 (estación antigua) | Cochabamba  | Terminal de combinación |
|  | 1   | Cementerio                     | 13 de septiembre de 2022                                                              | Cochabamba  | De paso                 |
|  | 2   | Aeropuerto                     | 13 de septiembre de 2022                                                              | Cochabamba  | De paso                 |
|  | 3   | Parque Mariscal Santa Cruz     | 13 de septiembre de 2022                                                              | Cochabamba  | De paso                 |
|  | 4   | Beijing                        | 13 de septiembre de 2022                                                              | Cochabamba  | De paso                 |
|  | 5   | Villa Busch                    | 5 de diciembre de 2022                                                                | Cochabamba  | De paso                 |
|  | 6   | Señora de la Merced            | 5 de diciembre de 2022                                                                | Cochabamba  | De paso                 |
|  | 7   | Santa Rosa                     | 5 de diciembre de 2022                                                                | Colcapirhua | De paso                 |
|  | 8   | Barrio Ferroviario             | 5 de diciembre de 2022                                                                | Colcapirhua | De Paso                 |
|  | 9   | Estación Municipal Colcapirhua | 5 de diciembre de 2022                                                                | Colcapirhua | Terminal                |
|  | 10  | Piñami                         | 5 de diciembre de 2022                                                                | Quillacollo | De paso                 |
|  | 11  | Cotapachi                      | 5 de diciembre de 2022                                                                | Quillacollo | De paso                 |
|  | 12  | Avenida Ferroviaria            | 5 de diciembre de 2022                                                                | Quillacollo | De paso                 |
|  | 13  | Estación Municipal Quillacollo | 5 de diciembre de 2022                                                                | Quillacollo | Terminal                |
|  | 14  | Cementerio de Quillacollo      | 31 de agosto de 2023                                                                  | Quillacollo | De paso                 |
|  | 15  | Miguel Mercado                 | 31 de agosto de 2023                                                                  | Quillacollo | De paso                 |
|  | 16  | Estación Municipal Vinto       | 31 de agosto de 2023                                                                  | Vinto       | Terminal                |
|  | 17  | Río Khora                      | 31 de agosto de 2023                                                                  | Sipe Sipe   | De paso                 |
|  | 18  | Vinto Chico                    | 31 de agosto de 2023                                                                  | Sipe Sipe   | De paso                 |
|  | 19  | Cruce Payacollo                | 31 de agosto de 2023                                                                  | Sipe Sipe   | De paso                 |
|  | 20  | Río Viloma                     | 31 de agosto de 2023                                                                  | Sipe Sipe   | De paso                 |
|  | 21  | Sorata Huancarani              | 31 de agosto de 2023                                                                  | Sipe Sipe   | De paso                 |
|  | 22  | Estación Suticollo             | 31 de agosto de 2023                                                                  | Sipe Sipe   | Terminal                |